# Utah Rollerbees
Die Utah Rollerbees waren ein US-amerikanisches Inlinehockeyfranchise aus Salt Lake City im Bundesstaat Utah. Es existierte im Jahr 1993 und nahm an einer Spielzeit der professionellen Inlinehockeyliga Roller Hockey International teil. Die Heimspiele des Teams wurden im South Towne Center ausgetragen.

## Geschichte
Die Utah Rollerbees waren 1993 eines von zwölf Teams, die in der Saison 1993 am Spielbetrieb der neu gegründeten professionellen Roller Hockey International teilnahmen. In seiner einzigen Saison verpasste das Team die Teilnahme an den Playoffs um den Murphy Cup deutlich. Nach der Saison 1993 wurde das Team nach Las Vegas im Bundesstaat Nevada umgesiedelt, wo es 1994 als Las Vegas Flash am Spielbetrieb der Roller Hockey International teilnahm.
1993 hatten die Rollerbees einen Zuschauerschnitt von 1982 und fanden sich im Vergleich der anderen Teams im unteren Drittel wieder. Der Zuschauerkrösus Anaheim Bullfrogs hatte einen Schnitt von 8366, während lediglich 1526 Zuschauer die Spiele der Florida Hammerheads besuchen wollten.
Die Teamfarben waren Gold und Schwarz.

## Saisonstatistik
Abkürzungen: Sp = Spiele, S = Siege, N = Niederlagen, U = Unentschieden, Pkt = Punkte, T = Erzielte Tore, GT = Gegentore
| Saison | Sp | S | N  | U | Pkt | T  | GT  | Platz    | Playoffs           |
| 1993   | 14 | 2 | 11 | 1 | 5   | 90 | 142 | 4., King | nicht qualifiziert |

## Bekannte Spieler
- Rich Chernomaz
- Len Frig
- Ron Handy
- Brett Harkins
- Todd Harkins
- Rick Lessard
- Paul Skidmore